# Вендлінген
Вендлінген (нім. Wendlingen) — місто в Німеччині, знаходиться в землі Баден-Вюртемберг. Підпорядковується адміністративному округу Штутгарт. Входить до складу району Есслінген.
Площа — 12,15 км2. Населення становить 16 173 ос. (станом на 31 грудня 2020).